# Lancia Appia
Pour les articles homonymes, voir Appia.
 (juillet 2017).
Si vous disposez d'ouvrages ou d'articles de référence ou si vous connaissez des sites web de qualité traitant du thème abordé ici, merci de compléter l'article en donnant les références utiles à sa vérifiabilité et en les liant à la section « Notes et références ».
La Lancia Appia était une automobile fabriquée par le constructeur italien Lancia entre 1953 et 1963.

## La Lancia Appia: comment et pourquoi?
Comme tous les constructeurs automobiles, après la parenthèse de la Seconde Guerre mondiale, la production reprit avec les anciens modèles d'avant-guerre en attendant les nouveaux projets. Lancia fit de même avec ses modèles Aprilia et Ardea, mais préparait déjà l'avenir et les voitures qui allaient les remplacer. En 1950 c'est la Lancia Aurelia qui fut présentée, la berline B10 de 1 754 cm3 qui remplaçait la Lancia Aprilia, puis ce fut le tour de la petite Lancia Ardea.
Dès le début des études, la nouvelle voiture fut prévue avec une ligne proche de celle de son ainée, la Lancia Aurelia. Après un sérieux travail de mise au point, en 1953, les ingénieurs optèrent pour un nouveau moteur de 1 090 cm3.

## La première série
La nouvelle voiture, baptisée Appia, fut présentée au Salon International de l'Automobile de Turin d'avril 1953. Sa concurrente directe était la nouvelle Fiat 1100-103, qui avait débuté quelques semaines auparavant. La différence de prix entre les deux voitures était très important (975 000 lires pour la Fiat - et même 945 000 lires dans sa version d'entrée de gamme - contre 1 331 500 lires de la Lancia Appia, soit un tiers en plus).
Un peu à la grande surprise des observateurs, et bien que cela fut très à la mode à cette époque encore, aucun carrossier n'utilisa la base mécanique de la Lancia Appia pour la création de modèle "fuoriserie", mais la raison était toute simple, Lancia ne commercialisa jamais cette voiture non carrossée. Ce fut Lancia qui commercialisa dès 1954 les versions dérivées.
Le succès de la première série de la Lancia Appia - fabriquée en à peine 20 025 exemplaires de la berline, ne fut pas exceptionnel. La Fiat 1100-103 était vraiment une concurrente trop forte, ses ventes étaient au moins vingt fois supérieures. Puis ce fut au tour d'Alfa Romeo de lancer en 1955, l'Alfa Romeo Giulietta berline. La direction Lancia décida alors de renouveler la voiture en la rendant plus compétitive.

## La seconde série
C'est en mars 1956 que Lancia exposa au Salon de l'Automobile de Genève la seconde série de la Lancia Appia. Voulue et conçue par le Prof. Antonio Fessia (arrivé chez Lancia depuis peu), la nouvelle série était dotée d'une nouvelle carrosserie aux lignes allongées avec un coffre plus prononcé et un bouleversement côté mécanique. Tous les organes avaient été retravaillés, direction, freins, boîte de vitesses mais également le moteur dont la puissance passa de 38 à 43,5 ch avec des prestations nettement améliorées. Cette seconde série avait fait de l'Appia une voiture littéralement nouvelle, très réussie à tous points de vue, confortable, esthétiquement agréable et bien motorisée. Lors de l'essai par la revue spécialisée Quattroruote en 1957, il fut souligné la fiabilité et la résistance de cette voiture qui avait parcouru plus de 160 000 km sans incident aucun. La seconde série de la Lancia Appia fut commercialisée jusqu'en février 1959, et fut suivie de la troisième série.

## La troisième série
Bien que les ventes des Appia seconde série continuaient bon train, la direction Lancia décida de présenter, en mars 1959, à l'occasion du Salon de Genève, la troisième série de l'Appia, qui reprenait l'avant de la somptueuse Lancia Flaminia, la voiture du sommet de gamme de Lancia, lancée en 1957. La puissance du moteur fut encore augmentée jusqu'à 48 ch et la nouvelle voiture adopta le double circuit de freinage, un gage pour la sécurité active. La carrosserie ne fit pas l'unanimité des critiques en raison d'une rupture dans l'harmonie de l'ensemble. En  1961 les ventes commencèrent à baisser, en 1962 la chute des ventes se fit plus importante surtout en raison de la concurrence très rude.
L'héritière de l'Appia était déjà prête, en avril 1963 Lancia présenta sa nouvelle Fulvia, une traction avant destinée à un grand destin surtout dans sa légendaire version Coupé.
La dernière Appia sortit des usines Lancia de Chivasso le 27 avril 1963 ; c'était le numéro 103 161 qui se décomposait en : 98 000 berlines et 5 161 dérivées. Si l'on inclut les versions commerciales au nombre de 3 863 véhicules, ce sont réellement 107 024 Lancia Appia qui furent fabriquées, et 109 438 si l'on inclut les carrossiers extérieurs.

## Les versions dérivées
C'est en 1956, peu après la présentation de la seconde série que Lancia fournit pour la première fois treize châssis de l'Appia à des carrossiers italiens choisis. Tandis que certains construisirent des « fuoriseries », d'autres réalisèrent des versions dérivées qui allaient être fabriquées directement par Lancia dans les mois suivants. Parmi ces modèles, équipés de moteurs plus puissants (53 ch au lieu de 43,5), on citera en particulier le coupé 2+2 de Pininfarina, la spider de Vignale commercialisée en mai 1957, mais également la berlinette sportive du spécialiste milanais Zagato.

Quelques versions de grands carrossiers
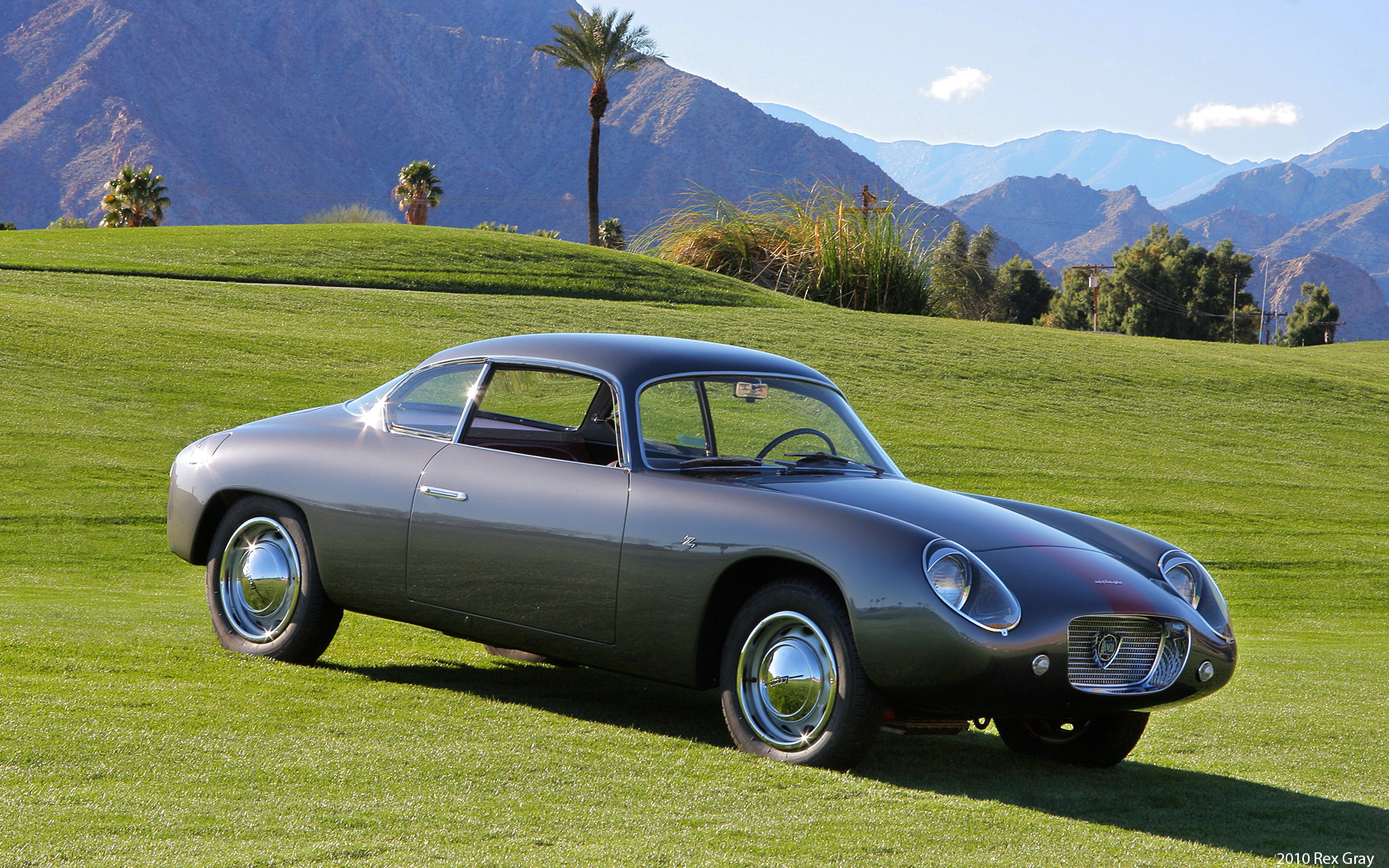
Appia GTE Zagato (1959).
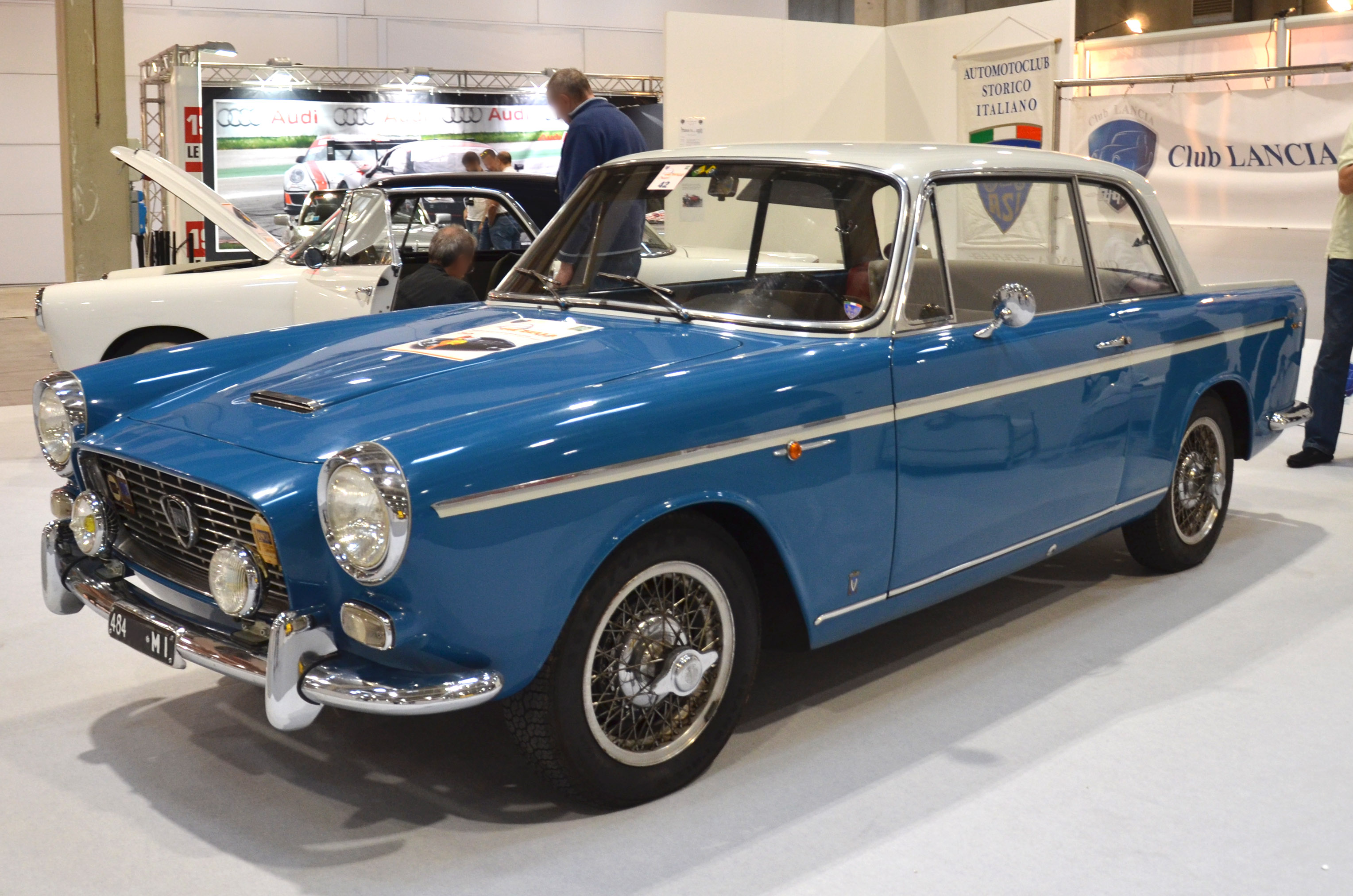
Appia lusso Vignale.
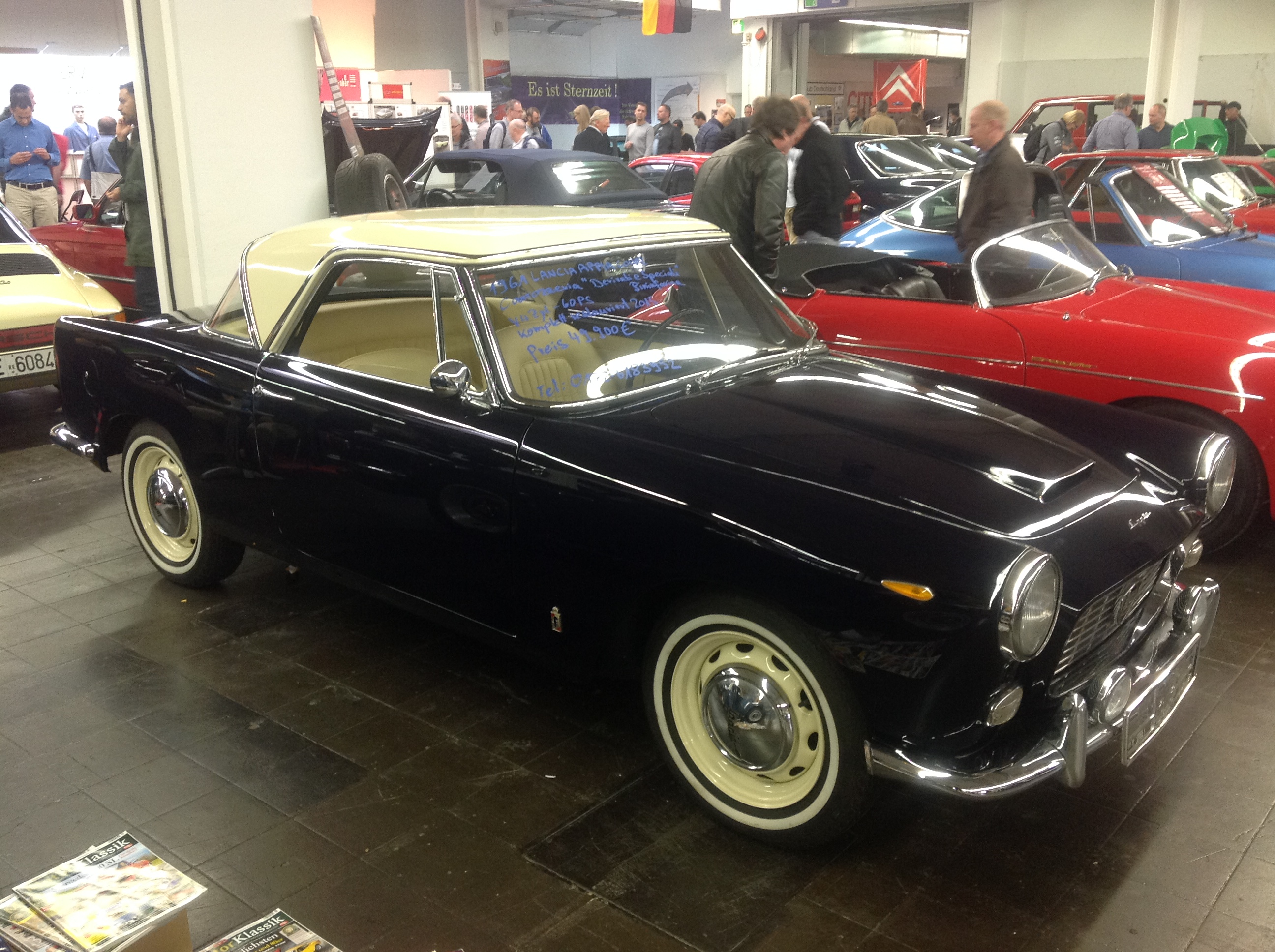
Appia coupé Pininfarina (1961).
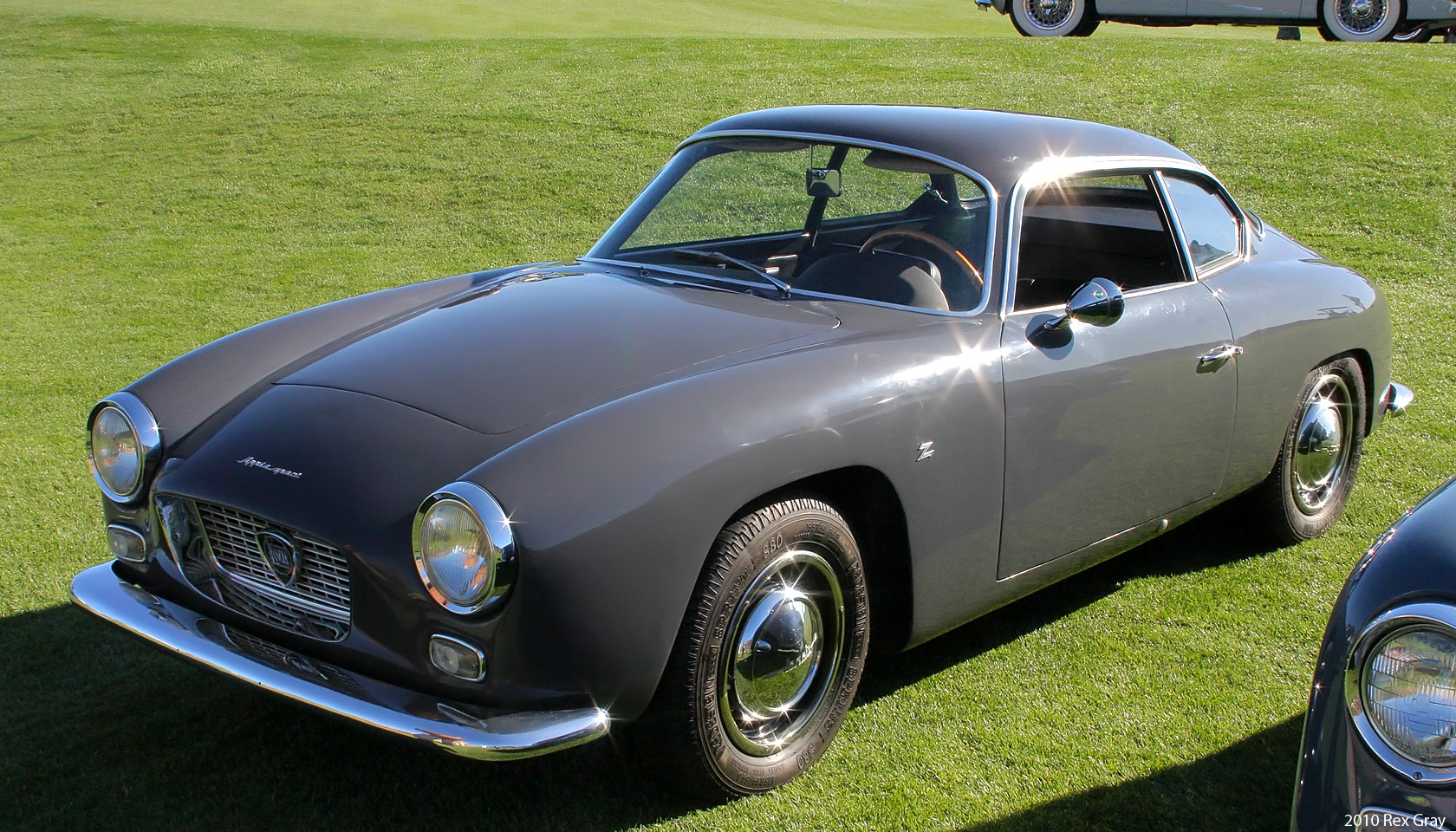
Appia sport Zagato (1961).

## La Lancia Appia et les courses
Bien que la Lancia Appia fut destinée à une clientèle plus sensible au confort qu'aux prestations et à la vitesse, l'Appia fut aussi une grande voiture en compétition.
En 1953, année de son lancement, la petite 1100 Lancia ne fut pas homologuée dans la catégorie Tourisme, par décision de Lancia. Malgré ce choix, Madame Mimi Schiagno eut le courage de participer avec sa propre voiture de série à plusieurs compétitions, dans la catégorie Grand Tourisme et obtint des résultats notables.
Outre ce cas peu commun, il ne faut pas oublier le palmarès de la Lancia Appia pendant une décennie surtout avec les voitures élaborées par Zagato. Dans sa classe, 1 150 cm3 catégorie Grand Tourisme, l'Appia Zagato se tailla la part du lion en permettant à ses pilotes, dont on citera un certain Cesare Fiorio, de conquérir pas moins de 9 Championnats italiens, entre 1959 et 1965. Le moteur de l'Appia fut aussi utilisé par des petits constructeurs italiens pour des monoplaces en Formule Junior.

## Les versions utilitaires

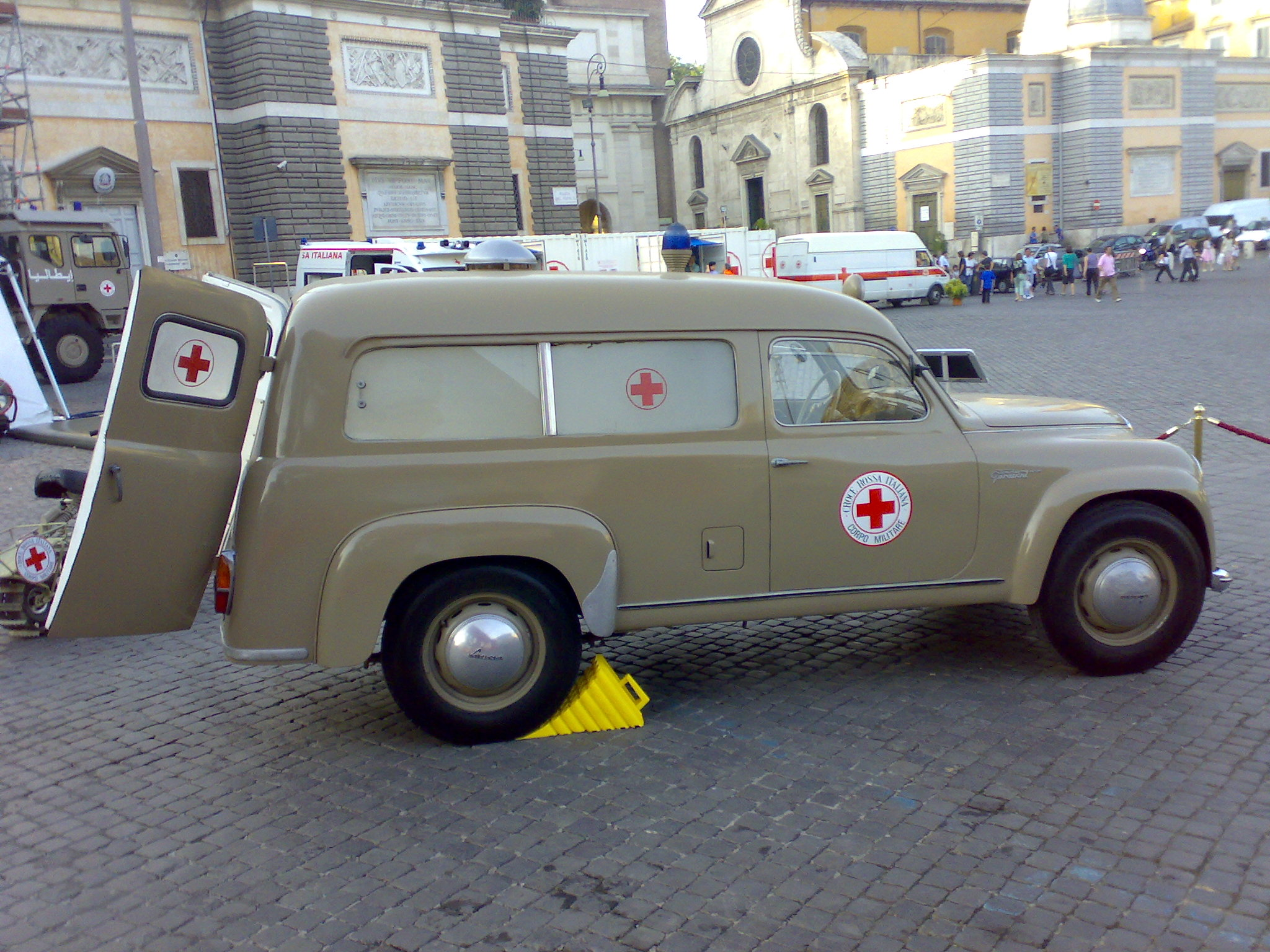
Lancia Appia Ambulance C86

Comme ce fut le cas pour l'Ardea, Lancia présente au Salon de l'automobile de Turin, en avril 1954, les versions utilitaires de l'Appia avec les versions fourgonnette C80 et ambulance C86. La version camionnette C83 verra le jour l'année suivante. La première série sera commercialisée jusqu'en avril 1956 et remplacée par la seconde série. La version ambulance ne sera pas renouvelée à cause des nouvelles règles italiennes en la matière qui imposaient des véhicules de plus grande hauteur utile.
Les versions utilitaires de l'Appia ne connaitront pas l'évolution de la 3e série de l'Appia, Lancia préférant s'orienter vers les véhicules spécifiques et lance, en avril 1959, la gamme Lancia Jolly.
La production de ces véhicule s'établit ainsi :
- 1re série (avril 1954 à mars 1956)
  - 1.994 unités dont : 1.641 fourgonnettes, 39 ambulances et 314 camionnettes,
- 2e série (avril 1956 à mars 1959)
  - 1.869 unités dont : 1.223 fourgonnettes et 646 camionnettes.

soit un total de 3.863 unités.